# Woodwardia radicans

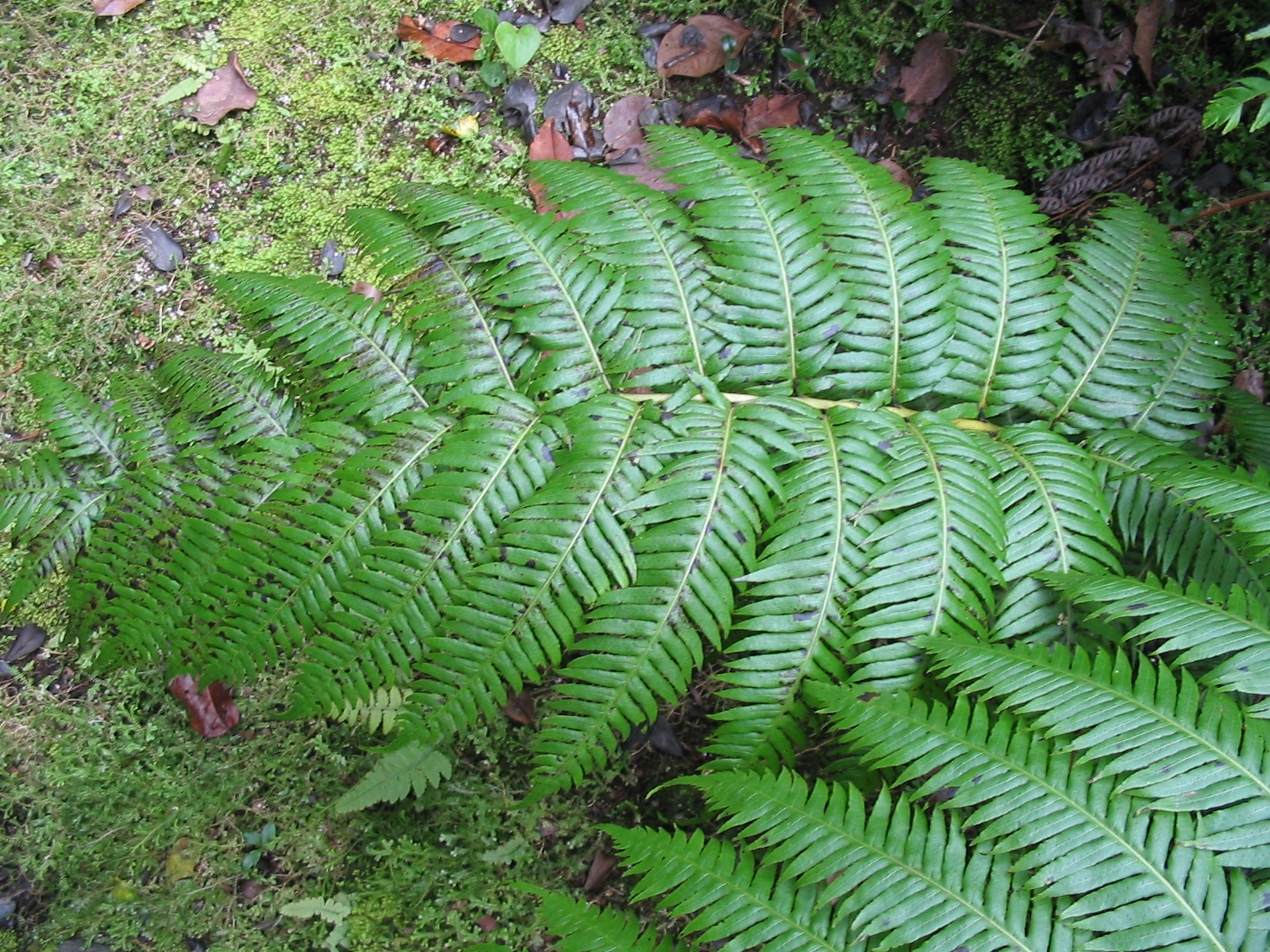
Woodwardia radicans, pormenor de una fronde.

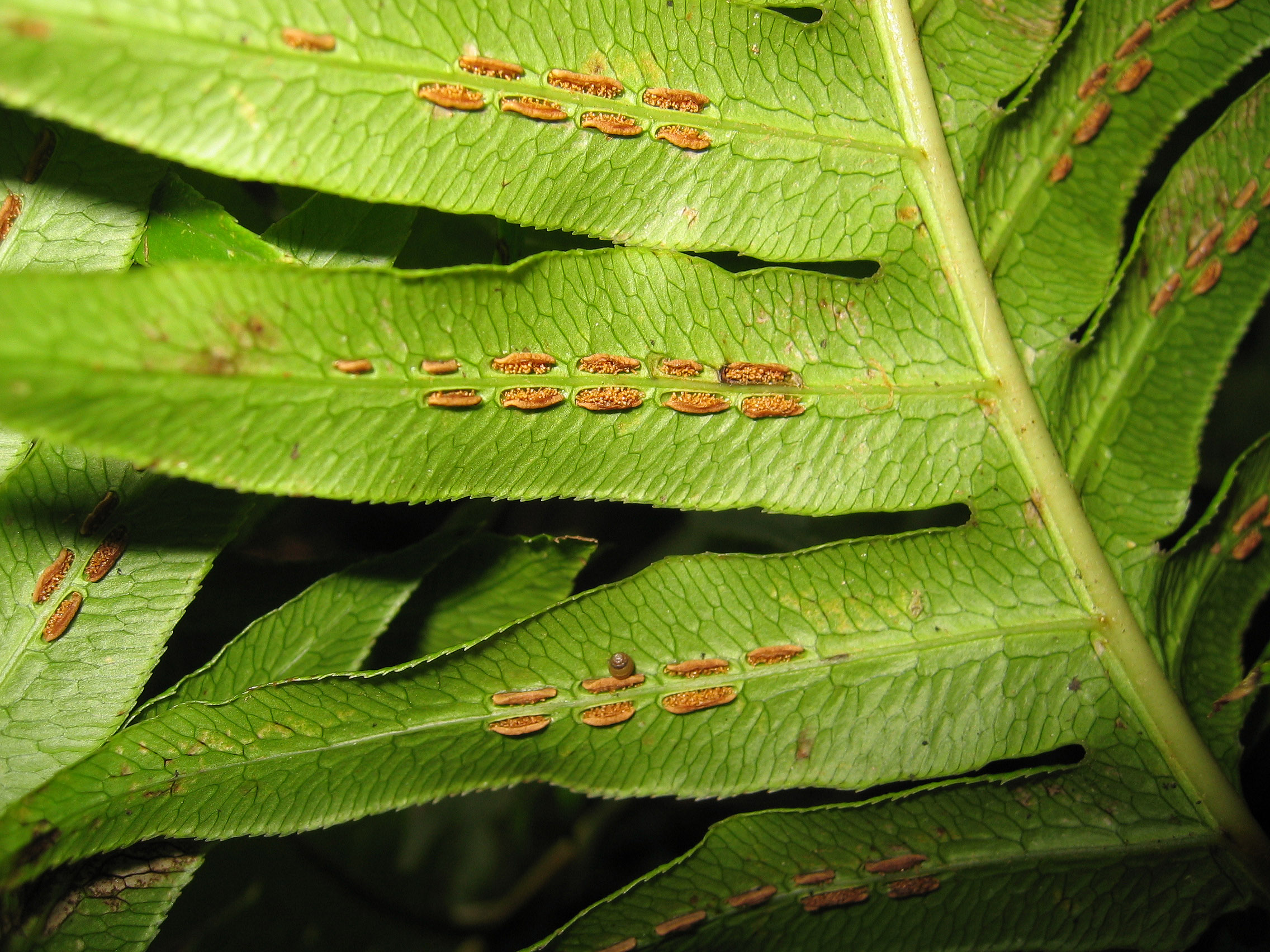
Woodwardia radicans, fronde con soros.

La Píjara (Woodwardia radicans (L.) Sm.), también conocida como helecho de cumbre o prígida, es una especie de pteridófito gigante perteneciente al género Woodwardia de la familia de las Blechnaceae. La especie tiene una distribución subcosmopolita, que incluye la Macaronésia (donde se encuentra en las Azores, Madera y Canarias), la Península Ibérica, el suroeste de Italia, Córcega, la Península Balcânica, Creta, la región costera de Argelia y algunas poblaciones dispersas en la costa este de América del Norte, América central y Asia.

## Descripción
W. radicans es un hemicriptófito que puede alcanzar dos o tres metros de altura, con un rizoma ascendente, corto y grueso. Las frondas son homomórficas, de hasta tres metros de largo, de color verde claro cuando son jóvenes, oscureciendose con la edad, con limbo triangular a ovado-lanceolado, bi-penatístico, con pecíolos largos y robustos. Los lóbulos de segundo orden pueden teñirse hasta treinta centímetros de longitud. Las frondas más viejas desarrollan brotes de raíz cuando entran en contacto con el suelo, produciendo nuevas plantas.
Los soros son oblongos, dispuestos en dos filas simétricas dispuestas una a cada lado de la nervadura central de los segmentos de último orden de las frondas maduras. Los esporangios tienen un indusio coreáceo.
El nombre genérico «Woodwardia» es un homenaje al botánico británico Thomas Jenkinson Woodward (1745-1820). El epíteto específico «radicans» se deriva de la palabra latina para «raíz», en alusión a la presencia de brotes en las fronadas que desarrollan sus propias raíces.

## Distribución y hábitat
W. radicans tiene una distribución mediterránea-atlántica subtropical. En Europa, está presente en la Macaronesia (Azores, Madeira y Canarias), en la cornisa Cantábrica, litoral gallego, sierras portuguesas de Gerês y de Sintra, nordeste de Argelia, Córcega, Sicilia, Creta, sur de la península Itálica. También se ha naturalizado en puntos de América central y Norteamérica.
La especie se encuentra generalmente en las zonas umbrías y húmedas de los bosques caducifolios y ligada principalmente a cursos de agua bien conservados. Aunque en su rango de distribución también se localizan núcleos en taludes terrosos de origen antrópico. En el norte de la península ibérica encuentra su hábitat óptimo en los robledales oligotrofos de Quercus robur y los bosques de galería, mientras que en Canarias se localiza en los barrancos y taludes umbríos de los bosques de laurisilva. En general, la especie se da por debajo de los setecientos metros de altitud, siempre en zonas donde la incidencia de heladas no es muy elevada. Frecuentemente aparece asociado a la especie Culcita macrocarpa.
La especie es un helecho gigante raro, originario del periodo Terciario, cuando en la cuenca del Mediterraneo existía un clima húmedo con características subtropicales.